# Wild Honey (Album)
Wild Honey ist ein Studioalbum der US-amerikanischen Band The Beach Boys. Das Album wurde 1967 vom Plattenlabel Capitol Records veröffentlicht.

## Hintergrund
Das Album Wild Honey wurde im Gegensatz zu seinen Vorgängern nicht von Brian Wilson produziert, sondern von den Beach Boys als Gruppe. Brian Wilson zog sich mehr und mehr aus der Öffentlichkeit zurück, stellte den Beach Boys aber einige neu geschriebene beziehungsweise noch unveröffentlichte Songs zur Verfügung. Auch übernahm er während der Aufnahmen zu Wild Honey einige Gesangsparts, hatte mit den übrigen Aufnahmen allerdings nur wenig zu tun. Da sein musikalisches Meisterwerk Smile nicht veröffentlicht worden war, litt er unter Depressionen. Er hatte zwar weiterhin viele Ideen für neue Songs, schaffte es aber oft nur unter Schwierigkeiten die Stücke auch zu vollenden. Auf dem Album Wild Honey spielten die Beach Boys zum ersten Mal seit langem ihre Instrumente selber ein.
Ein weiterer Unterschied zu den vorangegangenen Beach-Boys-Alben ist die sparsame Produktion. Die Beach Boys verzichteten auf diesem Album auf die Soundeffekte der beiden Vorgängeralbum und spielen nur mit den Basisinstrumenten. Durch diese bodenständigere Aufnahmetechnik benötigten sie für die Aufnahmen nur wenige Wochen.

## Titelliste
1. Wild Honey (Brian Wilson/Mike Love) – 2:37
2. Aren’t You Glad (Brian Wilson/Mike Love) – 2:16
3. I Was Made to Love Her (Cosby/Hardaway/Moy/Stevie Wonder) – 2:05
4. Country Air (Brian Wilson/Mike Love) – 2:20
5. A Thing or Two (Brian Wilson/Mike Love) – 2:40
6. Darlin’ (Brian Wilson/Mike Love) – 2:12
7. I’d Love Just Once to See You (Brian Wilson/Mike Love) – 1:48
8. Here Comes the Night (Brian Wilson/Mike Love) – 2:41
9. Let the Wind Blow (Brian Wilson/Mike Love) – 2:19
10. How She Boogalooed It (Mike Love/Bruce Johnston/Al Jardine/Carl Wilson) – 1:56
11. Mama Says (Brian Wilson/Mike Love) – 1:05

## Zusätzliche Informationen zu den Liedern
Wild Honey ist eine Ode an ein Glas Honig, das sich auf dem Küchentisch in Brian Wilsons Wohnung befand. Das Lied wurde von der Soulmusik beeinflusst. Das Lied wurde auch als Single ausgekoppelt. Es erreichte Platz 31 in den Billboard-Singlecharts. In Großbritannien war die Höchstplatzierung 29. Es ist das dritte Lied der Band, in dem ein Theremin zum Einsatz kommt.
I Was Made to Love Her ist eine Coverversion, das Original stammt von Stevie Wonder.
Darlin’ ist eine weitere Single des Albums. Sie erreichte in den USA Platz 34 und in Großbritannien Platz 19. Das Lied basiert auf einer Komposition, die Brian Wilson für Sharon Marie, eine ehemalige Freundin von Mike Love, schrieb. Das Lied hieß zunächst Thinkin’ ’Bout You Baby und wurde unter diesem Titel auch 1963 veröffentlicht. Die überarbeitete Version war zunächst für die von Brian Wilson produzierte Gruppe The Redwoods gedacht, die bei Brother Records unter Vertrag standen. Die Aufnahmen unter der Regie von Brian Wilson wurden aber nie veröffentlicht. Die Band nannte sich später in Three Dog Night um.
Here Comes the Night wurde 1979 in einer Disco-Version als Single veröffentlicht und findet sich in einer zehnminütigen Version auf dem Album L.A. (Light Album).
Let the Wind Blow: Dieses Lied stellt eine weitere Fußnote in der Beach Boys Geschichte dar. Mike Love war bis zu diesem Zeitpunkt als Texter für viele Beach Boys Lieder bekannt. Bei diesem Lied zeichnet er sich auch erstmals für einen Teil der Komposition verantwortlich.
How She Boogalooed It ist die erste Beach Boys Produktion, an der Brian Wilson nicht beteiligt war – die Coverversionen und Instrumentaltracks nicht mit eingeschlossen. Es erscheint zwar ein „Wilson“ in den Credits auf, gemeint ist aber Brians jüngerer Bruder Carl.
Mama Says ist ein Überbleibsel aus den Smile-Sessions. Man kann Teile des Liedes in der Originalversion von Vegetables hören.

## Chartplatzierungen
Wild Honey erreichte im Vereinigten Königreich Rang sieben und platzierte sich 15 Wochen in den Charts. In Deutschland konnte es sich zwei Monatsausgaben in den Charts platzieren und erreichte mit Rang 20 seine beste Platzierung. In den US-amerikanischen Billboard 200 erreichte es in 15 Chartwochen mit Rang 24 seine beste Platzierung.
| ChartsChartplatzierungen       | Höchstplatzierung | Wochen/ Monate |
| ------------------------------ | ----------------- | -------------- |
| Deutschland (GfK)              | 20 (2 Mt.)        | 2 Mt.          |
| Vereinigte Staaten (Billboard) | 24 (15 Wo.)       | 15 Wo.         |
| Vereinigtes Königreich (OCC)   | 7 (15 Wo.)        | 15 Wo.         |